# Reithrodontomys musseri
Reithrodontomys musseri és una espècie de mamífer rosegador de la família dels cricètids. És endèmic del sud-est de Costa Rica, on només se l'ha trobat al Cerro Asunción, a una altitud de 3.300 msnm. Té el cos de color fosc, especialment al dors, però es va fent més pàl·lid i clar als flancs fins a convertir-se en blanc pàl·lid al ventre. És més petit que altres espècies del mateix gènere.
L'espècie fou anomenada en honor del zoòleg estatunidenc Guy Graham Musser, per la seva gran contribució a la sistemàtica dels rosegadors.